# Ханс Конрад фон Рехберг
Ханс (Йохан) Конрад фон Рехберг (на немски: Hans (Johann) Konrad von Rechberg; † декември 1596) е германски благородник от швабския род Рехберг, господар в Конрадсхофен и Тюркхайм-Швабег, императорски съветник и фогт на Аугсбург.
Той е третият син, шестото дете на Гауденц II фон Рехберг († 1540) и съпругата му Магдалена фон Щайн цу Жетинген († сл. 1556), дъщеря на Адам фон Щайн цу Жетинген-Ронсберг и Еуфросина фон Швабсберг.
Брат е на Георг III фон Рехберг († 1574), господар в Кронбург (1535), в Келмюнц и Вайсенщайн (1573), Беро I († 1544, убит в битка), и Кристоф фон Рехберг († 1584), господар в Остерберг, на част от на Хоенрехберг (при Швебиш Гмюнд), Рехбергхаузен и Келмюнц в Швабия, пфандхер на Раухенлехсберг.
Синовете му са издигнати 1597 и 1598 г. в Прага на фрайхер и на имперски граф (1607).

## Фамилия
Ханс (Йохан) Конрад фон Рехберг се жени за Урсула фон Щайн († сл. 1556), дещеря на Ханс Адам фон Щайн цу Жетинген († 1549) и Сибила фон Фрайберг († сл. 1564). Те имат децата:
- Сибила Регина, омъжена I. за Георг Хумпис фон Ратценрид, II. за Мартин Грос фон Трокау
- Фауст Дитрих, домхер в Айхщет 1583
- Карл Фердинанд († 1592), домхер в Айхщет
- Ханс Вилхелм († 8 ноември 1620, Раконитц, Бохемия в битка), издигнат на имперски фрайхер фон Рехберг в Прага на 28 февруари 1598 г. женен в Дюркхайм на 11 ноември 1578 г. за Барбара фон Хасланг († 4 октомври 1625), баварска обер-дворцова майстерин, дъщеря на Хайнрих фон Хасланг и Мехтилд фон Циленхард
- Волфганг Ханс († 27 юни 1617), издигнат на имперски фрайхер фон Рехберг в Прага на 20 юли 1597 г., на имперски граф фон Рехберг и Хоенрехберг в Прага на 19 септември 1607 г., пфандхер на Швабег и Конрадсхофен, баварски оберст-кемерер, съветник и президент на дворцовия съвет, императорски съветник, женен 1585 г. за Якобеа фон Хасланг († сл. 1585), вдовица на Фридрих фон Вилденщайн, дъщеря на Хайнрих фон Хасланг и Мехтилд фон Циленхард
- Волф Конрад († 1617), граф на Рехберг-Вайсенщайн